# Перевозное (Удмуртия)
Перевозное — старинное село в Удмуртии, Воткинский район, Приволжский федеральный округ. Село стоит на реке Перевозная.

## Достопримечательности
- Свято-Успенский женский монастырь. Основан в 1994 г. при Вознесенском храме. Каменный Вознесенский храм монастыря построен в 1910 г. Главные святыни храма — старые иконы — деревянные скульптурные изображения в полный рост распятого на Кресте Спасителя и предстоящих Пресвятой Богородицы и апостола Иоанна Богослова, которые многими почитаются как чудотворные. Сами по себе они представляют собой образец пермской деревянной скульптуры.

Недалеко от села Перевозное началось строительство мужского монастыря в честь иконы Тихвинской Божьей Матери. Монастырь будет состоять из 2-х частей. В одной — скит — кельи монахов, другая для верующих.